# 美属维尔京群岛行政区划
美属维尔京群岛的领地政府设立了2个区：
- 圣克罗伊
- 圣托马斯和圣约翰

美属维尔京群岛行政区划图

维尔京群岛议会共有15个席位，两个区各有7个席位，还有1个席位必须由圣约翰岛的居民担任。美属维尔京群岛没有设立市政府，唯一的政府机构是领地政府。
在美属维尔京群岛最近的几次人口普查中，划分了20个人口普查分区，这些分区由领土政府根据地形和当前的人口分布进行划分。这些分区被视为次级民事区划。圣克罗伊岛被划分为9个分区，圣托马斯岛被划分为7个分区，圣约翰岛被划分为4个分区。